# Vittaria appalachiana
Vittaria appalachiana là một loài dương xỉ trong họ Pteridaceae. Loài này được Farrar & Mickel mô tả khoa học đầu tiên năm 1991.

## Hình ảnh

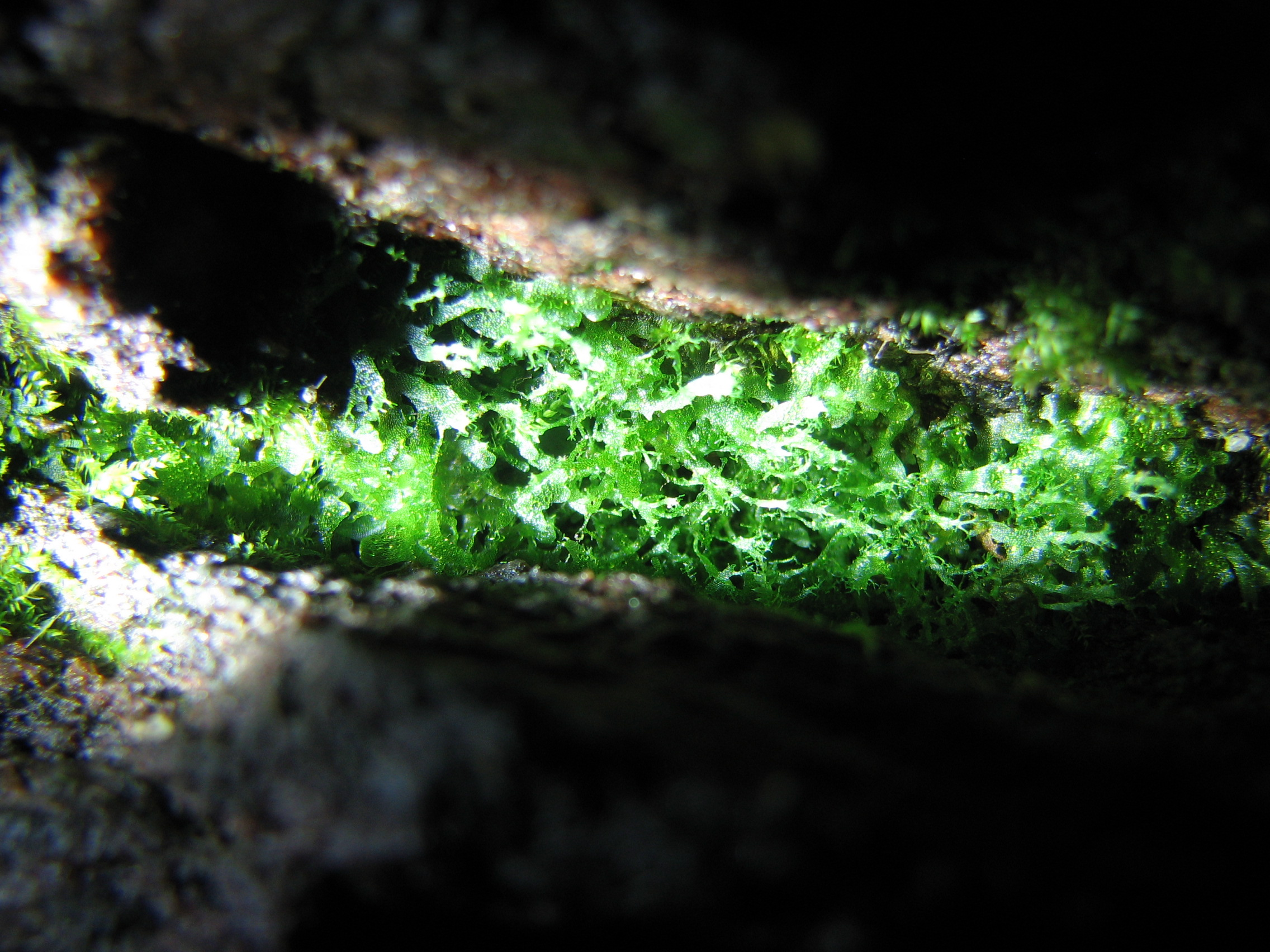
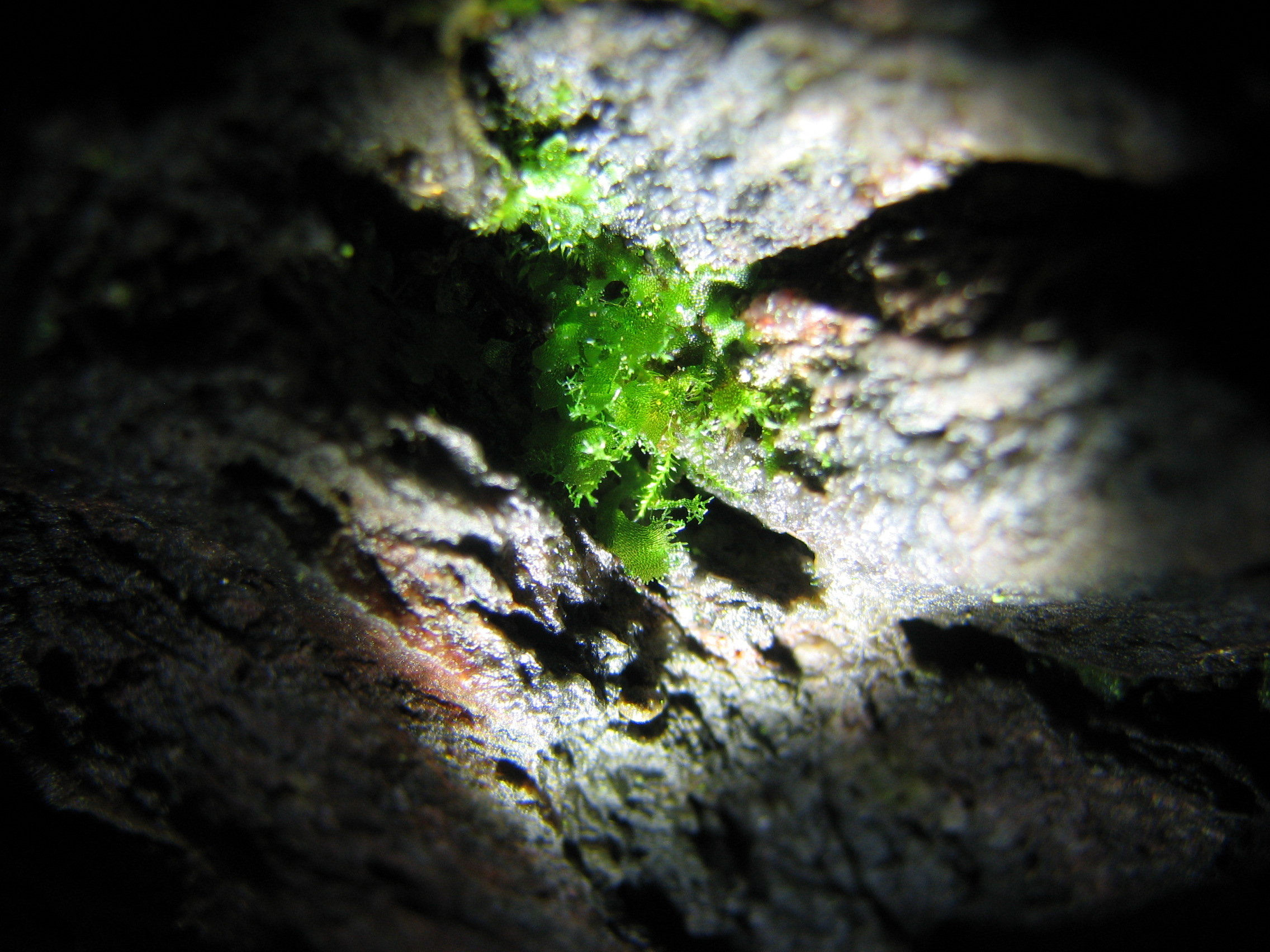